# Велика Муксалма

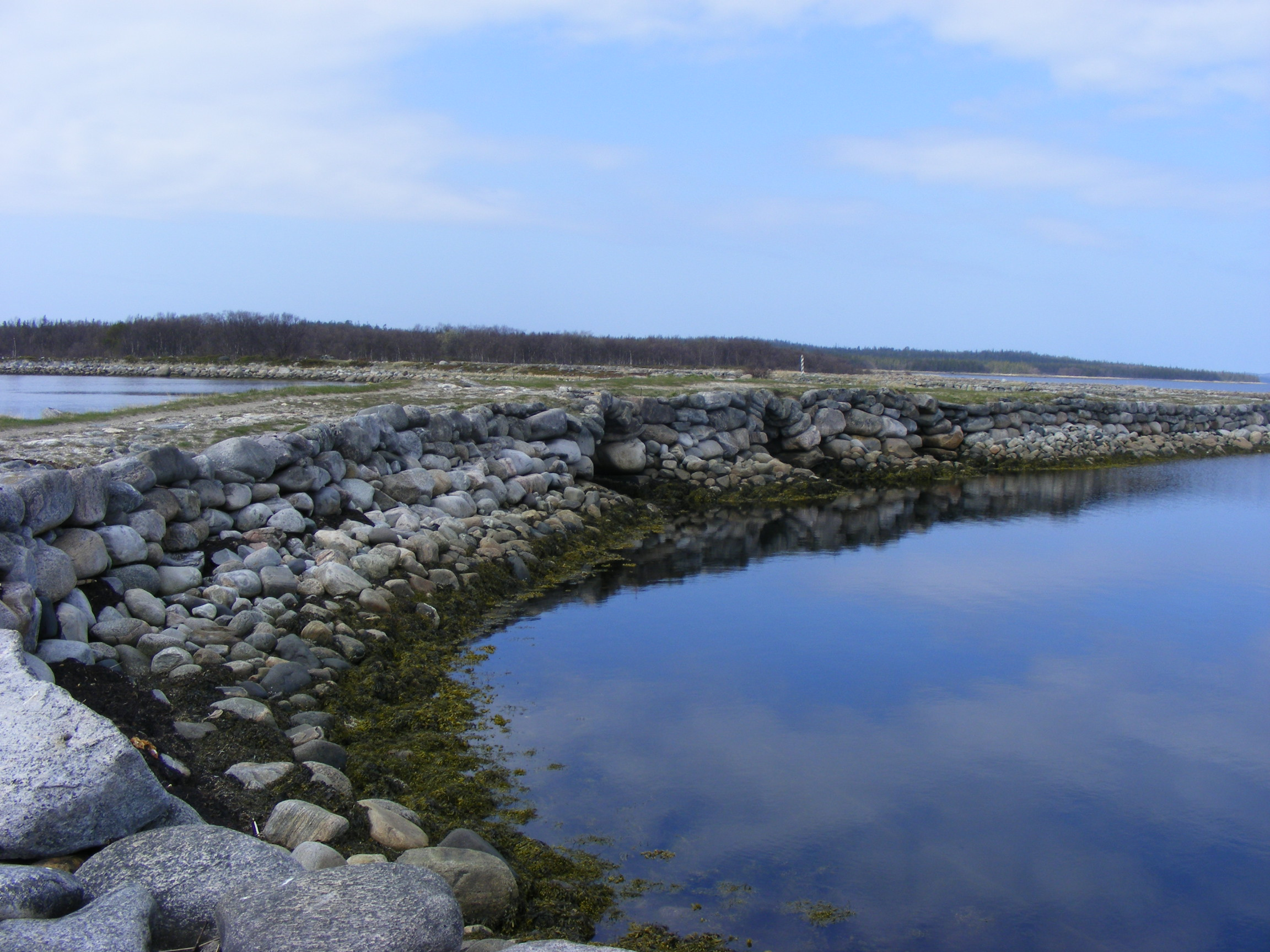
Дамба від Соловецького острова

Вели́ка Му́ксалма (рос. Большая Муксалма) — третій за величиною острів у складі Соловецького архіпелагу площею 17 км². Від острова Соловецького Велика Муксалма відокремлена протоками Північні Залізні Ворота та Південні Залізні Ворота, а від Анзерського острова протокою Анзерська Салма. Із Соловецьким островом з'єднаний кам'янистою дамбою.

## Географія
Острів витягнутий із заходу на схід. Довжина острова до 7 км, ширина 3-3,5 км. Береги мають пологі схили, окрім східних та північно-східних, де схили стрімкі. У східній частині острова підвищуються 2 вершини, одна з яких найсхідніша — гора Фавор висотою 35 м. Острів облямований мілинами, підводним камінням та кекурами. На північному сході від острова відходить Муксаломський риф, на якому розташовані невеликі острови (найбільшим є Мала Муксалма), банки та мілини. Рельєф острова рівнинний, поширені болота й невеликі озера.
На горі Фавор встановлені освітлюваний знак та каплиця. На півночі в море вганяється мис Зелений, порослий хвойним лісом. На заході лежить селище Муксалма з 1 жителем (станом на 2010 рік).

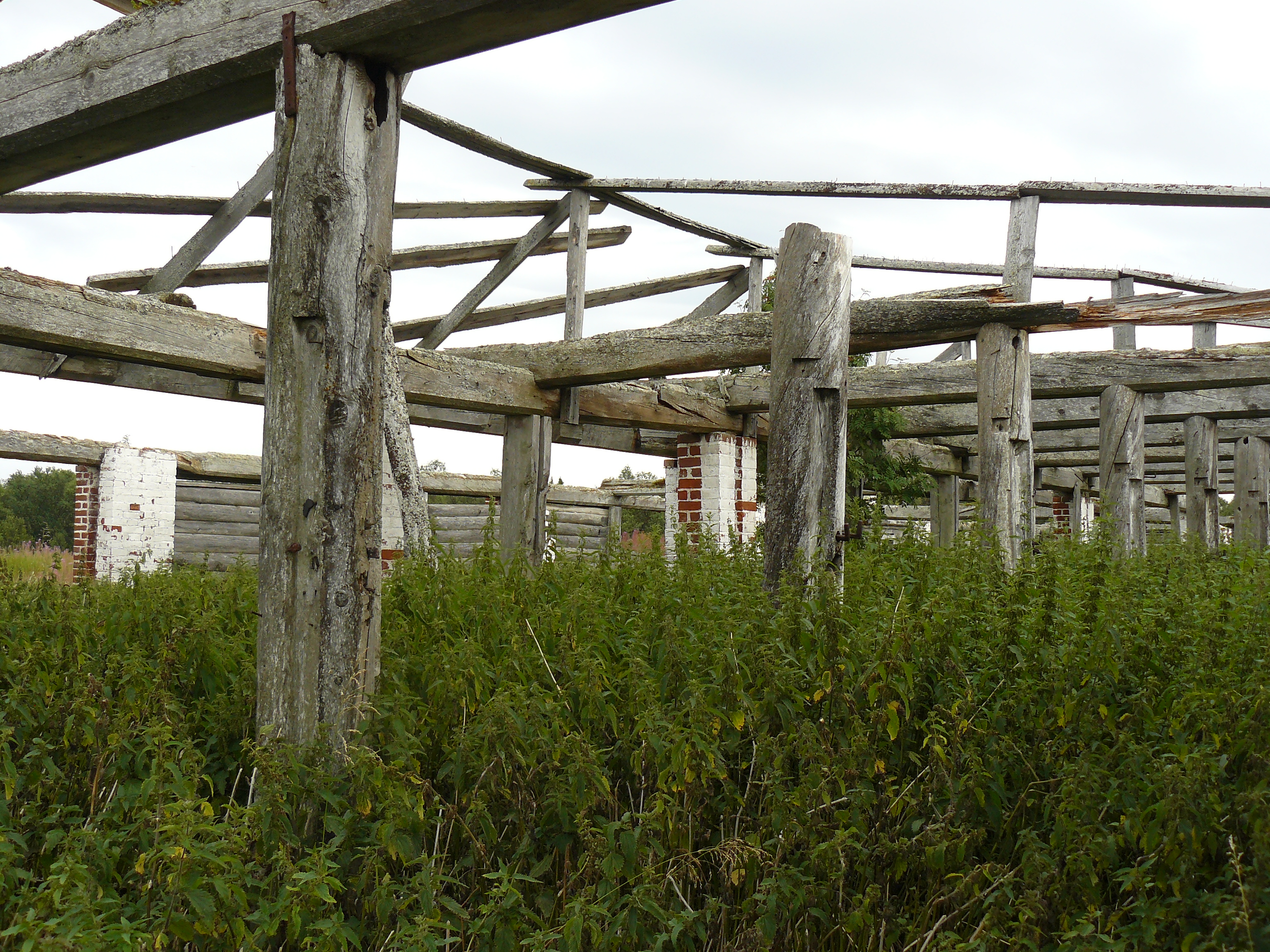
Рештки табору